# 島崎文治
島崎 文治（しまざき ふみはる、1945年4月15日 - ）は、日本の元ラグビー選手。

## プロフィール
- 東京都出身。
- ポジションはセンター(CTB)。
- 身長 175cm、体重 78kg
- 日本代表キャップは10。

## 経歴
保善高校から法政大学へと進学。
1964年〜1967年において法大の日本一に貢献した名CTB。
卒業後は東洋工業ラグビー部（現：マツダブルーズーマーズ）で活躍。
1970年のタイ戦で日本代表初キャップを獲得。通算キャップ数は10。
元マツダラグビー部監督であり1985年には法大ラグビー部監督に就任。
長男の島崎大地も法大ラグビー部で活躍、1992年度にCTBで日本一を経験している。

## エピソード
島崎が監督に就任した頃、法大ラグビー部は低迷期に入っていたが、その理由として、「合宿所の玄関は、常時靴が散乱の状態」「挨拶がまともにできていない」が挙げられると考え、当時コーチだった武村秀夫とともに、学生に徹底的な改善を促した。
最初のうちは学生との軋轢を生んだが、繰り返し訴えることにより改善していった結果、成績のほうも上向くようになり、1991年に行われた、同年度の全国大学ラグビーフットボール選手権大会（以下、大学選手権）出場権をかけた早稲田大学との交流試合において、ノーサイド直前までリードし、11年ぶりの同大会出場目前までこぎつけた。その後、早稲田の増保輝則に逆転トライを許し敗れたものの、『法政復活の兆し』を強く印象付ける試合となった。
そして翌1992年度シーズン、武村に監督職を譲り、自らはコーチとなったが、上記の悔しい敗戦を糧にした法大フィフティーンは、当時関東大学ラグビーリーグ戦グループにおいて盟主的存在だった大東文化大学を下し、8年ぶりに同リーグを優勝。この勢いは大学選手権でも続き、準決勝で当時2連覇中の優勝候補、明治大学を42-18で圧倒。決勝で対戦した早稲田戦は、逆転また逆転という攻防の末制し、25年ぶりに大学日本一を掴んだ。